# Nature (nhóm nhạc)
Nature (Hangul: 네이처: cách điệu là Nature) là nhóm nhạc nữ Hàn Quốc được thành lập bởi n.CH Entertainment vào năm 2018. Nhóm ra mắt vào ngày 3 tháng 8 năm 2018, với album đơn Girls & Flowers, kèm theo đĩa đơn chính "Allegro Cantabile". Nhóm đã chia thành ba đơn vị phụ - Charming, Twinkle và Cutie.

## Lịch sử
Vào tháng 6 năm 2018, n.CH Entertainment, một công ty quản lý tài năng và sản xuất truyền hình của Hàn Quốc do cựu giám đốc điều hành SM Entertainment Jung Chang-hwan thành lập và đứng đầu, đã thông báo rằng họ sẽ ra mắt nhóm nhạc nữ Nature của riêng mình vào tháng 8.

### 2018: Ra mắt, thay đổi hàng loạt và phát hành thêm
Nature ra mắt lần đầu tiên vào ngày 3 tháng 8 với album đơn Girls & Flowers và đĩa đơn chủ đạo, "Allegro Cantabile". Video âm nhạc có 9 thành viên, bao gồm cả cựu thành viên Yeolmae, người đã lặng lẽ rời nhóm trước khi ra mắt. Các bài hát đã được thu âm lại để chỉ có 8 thành viên hiện tại và video âm nhạc được cấu trúc lại để chỉ bao gồm cận cảnh các thành viên hiện tại, và Yeolmae chỉ góp mặt trong các phân đoạn vũ đạo. Đĩa đơn chính "Allegro Cantabile" là bản làm lại của phần mở đầu cho Nodame Cantabile, một anime nổi tiếng, trước đây đã được thu âm bởi Suemitsu & the Suemith. Nhóm đã biểu diễn bài hát qua hát rong các buổi biểu diễn, cũng như trên các chương trình âm nhạc khác nhau, bao gồm MBC TV, Music Bank, Inkigayo, Arirang TV và Mnet, nơi họ đã biểu diễn bài hát thường xuyên kể từ ngày 4 tháng 8. Vào ngày 24 tháng 8, nhóm đã phát hành Dance Practice of "Allegro Cantabile". Nature đã giành được giải thưởng đầu tiên của họ, "Nghệ sĩ mới của năm", vào ngày 30 tháng 8 tại Soribada Best K-Music Awards. Vào ngày 3 tháng 9, một tháng sau khi phát hành, nhóm thông báo qua Facebook rằng Video âm nhạc "Allegro Cantabile" đã đạt hơn 2 triệu lượt xem trên YouTube.
Vào cuối tháng 8, Nature đã bắt đầu một dự án mang tên "Pop Cover Project", nơi các cô gái hát cover một bài hát pop nổi tiếng và thực hiện một chuỗi vũ đạo. Dự án bao gồm 5 bìa. Video đầu tiên được phát hành vào ngày 28 tháng 8 với bản cover "Walk Like An Egypt" (với Yeolmae) của The Bangles, video thứ hai được phát hành vào ngày 8 tháng 9 với bản cover "My Sharona" của The Knack, phần thứ ba video được phát hành vào ngày 13 tháng 9 với bản cover "Shut Up and Let Me Go" của The Ting Tings, video thứ tư được phát hành vào ngày 17 tháng 9 với bản cover "Rhythm Nation" của Janet Jackson và video cuối cùng được phát hành vào ngày 20 tháng 9 với bản cover "Kiss" của Prince.
Vào ngày 4 tháng 11, thành viên mới Loha đã được giới thiệu như một phần của nhóm thông qua V Live. Ngày hôm sau, nhóm bắt đầu giới thiệu đĩa đơn thứ hai sắp tới Some & Love, dự kiến phát hành vào ngày 22 tháng 11. Vào ngày 22 tháng 11, album đơn thứ hai của họ với đĩa đơn chủ đạo, "Some (You 'll Be Mine)" đã được phát hành. Sau phiên bản Performance của video âm nhạc được phát hành vào ngày 3 tháng 12.

### 2019:I'm So Pretty, các thay đổi về dòng, thời gian gián đoạn của Aurora vàNature World: Code A
Vào ngày 15 tháng 1, Nature đã phát hành một video âm nhạc cho ca khúc B, "Dream About You", từ đĩa đơn thứ hai trước đó của họ, Some & Love.  Đoạn video có cảnh nhóm mặc áo choàng màu xanh trong một môi trường giống như trong mơ và nó cho thấy lần đầu tiên nhóm kết hợp một vật thể vào vũ đạo hoàn chỉnh, đó là một cây đũa phép 'ma thuật'. Phiên bản biểu diễn của video âm nhạc được phát hành vào ngày 25 tháng 1.
Vào ngày 24 tháng 6, đã có thông tin xác nhận rằng Nature sẽ trở lại vào ngày 10 tháng 7 với mini album đầu tiên I'm So Pretty. Thành viên Gaga không tham gia do cô ấy hiện đang tạm ngừng hoạt động để tập trung vào việc học. Video âm nhạc cho I'm So Pretty được phát hành vào ngày 10 tháng 7. Phiên bản Performance của video âm nhạc được phát hành vào ngày 24 tháng 7.
Vào ngày 8 tháng 10, cựu thí sinh của Produce 101 và nghệ sĩ solo Kim So-hee đã được giới thiệu là thành viên mới sau khi cô ký hợp đồng với n.Ch Entertainment và cũng được xác nhận rằng Gaga đã rời nhóm để tập trung vào việc học. n.CH Entertainment cũng xác nhận rằng nhóm đang chuẩn bị cho sự trở lại vào tháng 11. Nó được sau đó xác nhận rằng nhóm sẽ làm cho sự trở lại của họ vào ngày 12 với mini album thứ hai của họ Nature thế giới: Code A. Thành viên Aurora không tham gia do cô ấy tham gia mùa thứ ba của chương trình thử giọng Trung Quốc Idol Producer. Video âm nhạc cho Oopsie (My Bad) được phát hành vào ngày 12 tháng 11.

### 2020: Ra mắt tại Nhật Bản và trở lại với tư cách thứ bảy vớiNature World: Code M
Nature ký hợp đồng với Pony Canyon và ra mắt tại Nhật Bản vào ngày 12 tháng 2 năm 2020, với phiên bản tiếng Nhật của đĩa đơn "I'm So Pretty". Vào ngày 1 tháng 6, nhóm đã khẳng định cho sự trở lại của họ vào ngày 17 với single album thứ ba của họ Nature World: Code M. Loha sẽ không tham gia vì lý do sức khỏe, trong khi Aurora cũng sẽ không tham gia. Có thông báo vào ngày 15 tháng 6 rằng thành viên Sunshine đã bị chấn thương ở chân và trong khi cô ấy tham gia vào album, sẽ không thể biểu diễn trên sân khấu quảng bá album.

## Thành viên
- Sohee (소희)
- Saebom (새봄)
- Aurora (오로라)
- Lu (루)
- Chaebin (채빈)
- Haru (하루)
- Loha (로하)
- Uchae (유채)
- Sunshine (선샤인)

### Các thành viên cũ
- Yeolmae (열매)
- Gaga (가가)

## Đĩa nhạc

### Đĩa mở rộng
| Tiêu đề              | Chi tiết album | Vị trí cao nhất | Doanh số      |
| Tiêu đề              | Chi tiết album | Hàn             | Doanh số      |
| -------------------- | --- | --------------- | ------------- |
| I'm So Pretty        | - Phát hành: 10 tháng 7, 2019 - Nhãn hiệu: n.CH Entertainment, Stone Music Entertainment - Định dạng: CD, Tải nhạc kỹ thuật số Theo dõi danh sách 1. I'm So Pretty (내가 좀 예뻐; naega jom yeppeo) 2. Shut Up! 3. Race (달리기; dalligi; lit: Running) 4. I Wish (행운을 빌어요; haeng-un-eul bil-eoyo; lit: Good Luck) 5. A Little Star | 13              | - Hàn: 7.951  |
| Nature World: Code A | - Phát hành: 12 tháng 11, 2019 - Nhãn: n.CH Entertainment, Stone Music Entertainment - Định dạng: CD, Tải nhạc kỹ thuật số Theo dõi danh sách 1. Oopsie (My Bad) 2. Bing Bing (빙빙; lit: Round And Round) 3. What's Up 4. Drinkin' 5. My Sun, My Moon, My Star (해달별; hae-dal-byeol; lit: Sun, Moon, Star)                             | 9               | - Hàn: 12,335 |

### Album đơn
| Tiêu đề                       | Chi tiết album | Vị trí cao nhất | Doanh số     |
| Tiêu đề                       | Chi tiết album | Hàn             | Doanh số     |
| ----------------------------- | --- | --------------- | ------------ |
| Girls and Flowers (기분 좋아) | - Phát hành: 3 tháng 8, 2018 - Nhãn hiệu: n.CH Entertainment, Stone Music Entertainment - Định dạng: CD, Tải nhạc kỹ thuật số Theo dõi danh sách 1. Girls and Flowers (기분 좋아; gibun joh-a; lit: Good Mood) 2. Allegro Cantabile (너의 곁으로; neoui gyeot-eulo; lit: By Your Side) 3. Girls and Flowers [Instrumental] 4. Allegro Cantabile [Instrumental] | 34              | - Hàn: 1,041 |
| Some & Love (썸 & 러브)       | - Phát hành: 22 tháng 11, 2018 - Nhãn hiệu: n.CH Entertainment, Stone Music Entertainment - Định dạng: CD, Tải nhạc kỹ thuật số Theo dõi danh sách 1. Some (You'll Be Mine) (썸; sseom; lit: Something) 2. Dream About U (꿈꿨어; kkumkkwoss-eo; lit: I was Dreaming) 3. La Historia (별자리; byeoljali; lit: Constellation)                                   | 39              | - Hàn: 1.121 |
| Nature World: Code M          | - Phát hành: 17 tháng 6, 2020 - Nhãn hiệu: n.CH Entertainment, Stone Music Entertainment - Định dạng: CD, Tải nhạc kỹ thuật số Theo dõi danh sách 1. Girls (어린애; eolin-ae; lit: Child) 2. Dive 3. B.B.B (Never Say Good-Bye) | 22              | - Hàn: 7,272 |

### Đĩa đơn
| Tiêu đề                                                                                       | Năm  | Vị trí cao nhất | Vị trí cao nhất | Doanh số               | Album                |
| Tiêu đề                                                                                       | Năm  | Hàn             | Nhật            | Doanh số               | Album                |
| --------------------------------------------------------------------------------------------- | ---- | --------------- | --------------- | ---------------------- | -------------------- |
| "Allegro Cantabile" (기분 좋아)                                                               | 2018 | —               | —               | —                      | Girls and Flowers    |
| "Some (You'll Be Mine)" (썸)                                                                  | 2018 | —               | —               | —                      | Some & Love          |
| "Dream About U" (꿈꿨어)                                                                      | 2019 | —               | —               | —                      | Some & Love          |
| "I'm So Pretty" (내가 좀 예뻐)                                                                | 2019 | —               | 21              | - Nhật: 3,413 (vật lý) | I'm So Pretty        |
| "Oopsie (My Bad)"                                                                             | 2019 | —               | —               | —                      | Nature World: Code A |
| "Girls" (어린애)                                                                              | 2020 | —               | —               | —                      | Nature World: Code M |
| "-" biểu thị các bản phát hành không có bảng xếp hạng hoặc không được phát hành ở khu vực đó. |      |                 |                 |                        |                      |

### OST
| Tiêu đề                    | Năm      | Album                  |
| -------------------------- | -------- | ---------------------- |
| "Hey Jude"                 | 2019     | Spring Turns to Spring |
| "Oh My Gosh" (소녀의 세계) | Năm 2020 | The World of My 17     |

## Quay phim

### Video âm nhạc
| Tiêu đề                         | Năm  | Giám đốc                   |
| ------------------------------- | ---- | -------------------------- |
| "Allegro Cantabile"             | 2018 | Hong Won-Ki (Zanybros)     |
| "Some (You'll Be Mine)"         | 2018 | Liên đoàn Vikings          |
| "Dream About U"                 | 2019 | Hong Won-Ki (Zanybros)     |
| "Oopsie (My Bad)"               | 2019 | Vishop (Liên đoàn Vikings) |
| "I'm So Pretty (Japanese ver.)" | 2020 | Vishop (Liên đoàn Vikings) |
| "Oh my gosh"                    | 2020 | Không biết                 |
| "Girls"                         | 2020 | Không biết                 |
| "Girls (Uncensored Ver.)"       | 2020 | Không biết                 |

## Phim ảnh

### Truyền hình thực tế
| Năm  | Tiêu đề                                   | Kênh     | Ghi chú                    | Tham khảo |
| ---- | ----------------------------------------- | -------- | -------------------------- | --------- |
| 2019 | Chúng tôi sẽ làm cho bạn cảm thấy tốt hơn | Mnet     | Thành viên Gaga vắng mặt   | [ 50 ]    |
| 2020 | Nature LeaFresh                           | Olleh TV | Thành viên Aurora vắng mặt | [ 51 ]    |

## Giải thưởng và đề cử

### Giải thưởng âm nhạc Genie
| Năm  | Đề cử cho | Giải thưởng                   | Kết quả |
| ---- | --------- | ----------------------------- | ------- |
| 2019 | Nature    | Nghệ sĩ hàng đầu              | Đề cử   |
| 2019 | Nature    | Nữ nghệ sĩ mới                | Đề cử   |
| 2019 | Nature    | Genie Music Popularity Award  | Đề cử   |
| 2019 | Nature    | Giải thưởng Phổ biến Toàn cầu | Đề cử   |

### Mnet Asian Music Awards
| Năm  | Đề cử cho | Giải thưởng                  | Kết quả |
| ---- | --------- | ---------------------------- | ------- |
| 2018 | Nature    | Nghệ sĩ nữ mới xuất sắc nhất | Đề cử   |
| 2018 | Nature    | Họa sĩ của năm               | Đề cử   |

### Soribada Best K-Music Awards
| Năm      | Đề cử cho | Giải thưởng                              | Kết quả   |
| -------- | --------- | ---------------------------------------- | --------- |
| 2018     | Nature    | Nghệ sĩ mới của năm                      | Đoạt giải |
| 2019     | Nature    | Giải thưởng Bonsang                      | Đề cử     |
| 2019     | Nature    | Giải thưởng Ngôi sao âm nhạc             | Đoạt giải |
| 2019     | Nature    | Giải thưởng được yêu thích (Nữ)          | Đề cử     |
| Năm 2020 | Nature    | Giải thưởng Ngôi sao đang lên K-wave mới | Đoạt giải |